# Borg (Vestvågøy)
Pour les articles homonymes, voir Borg.
Borg est une localité du comté de Nordland, en Norvège.

## Géographie
Administrativement, Borg fait partie de la kommune de Vestvågøy.

## Histoire
L'une des plus grandes halles aristocratiques de l'âge des Vikings est identifiée à Borg. Un musée historique en fait la reconstruction. Ce domaine se développe dès le début du VIe siècle. Le chef fait édifier une maison longue de 67 mètres abritant une vaste halle. Le bâtiment est reconstruit au siècle suivant et fait 83 mètres de long. Les environs confirment une occupation ancienne et dense.
Plusieurs verres, originaires d'Angleterre et du continent, remontent à la fin du VIe siècle et confirment l'importance du site pour le réseau commercial nord européen.